# Хавелсе
«Хавелсе» (нем. TSV Havelse) — немецкий спортивный и футбольный клуб из одноимённого района города Гарбсен. С сезона 2025/26 выступает в Третьей лиге. Клуб был основан в 1912 году и имеет секции футбола, тенниса, настольного тенниса, балета и гимнастики. Цвета клуба — красный и синий.

## История

### Ранние годы
С ноября 1911 года молодые юноши из деревни Хавелсе, в которой на тот момент проживало 250 человек, собирались вместе для игры в футбол. 5 августа 1912 года они основали клуб «Пеликан» (Хавелсе), который назвали не в честь одноимённой птицы, а в честь первого футбольного мяча, который они купили за 7,5 марок в Ганновере.
Во время Первой мировой войны команда играла без остановок до 1916 года. Из-за гиперинфляции в послевоенные годы «Пеликан» был вынужден прекратить существование в 1923 году. Спустя шесть лет был основан спортивный клуб «Хавелсе» (TV Havelse), в котором появилась футбольная секция в 1933 году. Спустя несколько лет клуб стал называться TSV Havelse. До конца Второй мировой войны команда выступала только на районных соревнованиях.
В конце 1947 года клуб сменил название на «Хавелсе-Маринвердер». Причиной для смены стало желание команды проводить игры с более сильными клубами из Ганновера, для чего было добавлено название одного из районов города. Год спустя руководителем клуба стал Хайнц Гёинг, директор одной из нижнесаксонских букмекерских контор, который модернизировал клуб и заложил основу для спортивных успехов.

### Послевоенные годы (1951–1975)
В 1951 году «Хавелсе» впервые вышел в Бециркслигу. Двумя годами позже клуб стал чемпионом и, обыграв «Латцен» со счётом 5:4, вышел в любительскую лигу Нижней Саксонии. Команда и там стала чемпионом, обыграв «Зельце» на глазах трёхтысячной публики, и вышла в Высшую любительскую лигу Нижней Саксонии. Кроме того, «Хавелсе» впечатлил многих, обыграв в Кубке Германии «Вердер», выступавший в высшем дивизионе страны.
«Хавелсе», который из зависти называли командой букмекеров, продолжил успешные выступления и претендовал на выход в Оберлигу «Север», одну из множества высших на тот момент лиг Германии, но упустил шанс на повышение, набрав в квалификации лишь 3 очка и заняв третье место.
По ходу сезона 1955/56 раскрылось, что «Хавелсе» втайне выпускал на поле профессиональных футболистов, нарушая правила высшей любительской лиги. В наказание клуб был отправлен в любительскую лигу, а Гёинг был отстранён от работы. Вернувшись в любительскую лигу, команда боролась с финансовыми проблемами.
Команда выступала с переменным успехом в пятом по силе дивизионе. В 1972 году команда заняла второе место в чемпионате, но команда сильно пострадала от того, что футбольная секция больше не играла важную роль в спортивном клубе. Лишь после угрозы ухода футболистов в 1974 году ситуация стала улучшаться.

### Выход во Вторую Бундеслигу (1975–1990)
В 1975 году руководитель клуба Вильгельм Лангрер назначил бывшего игрока сборной Германии Ханса Зименсмайера на пост главного тренера. Год спустя команда, почти полностью состоящая из собственных воспитанников, стала чемпионом. Два года спустя команда заняла второе место в Фербандслиге «Юг», отстав от чемпиона лишь на 1 очко. В 1979 году «Хавелсе» вновь стал вторым и выиграл Кубок Ганновера.
Год спустя клуб обеспечил себе чемпионство в Ландеслиге «Запад» и вышел в Фербандслигу Нижней Саксонии. Неожиданно для многих «Хавелсе» занял третье место и принял участие в стыковых матчах на повышение. Обыграв «Ойтин 08» со счётом 3:1, команда вышла в Оберлигу «Север», поскольку лидер таблицы «Урания» (Гамбург) проиграл свой матч.
Клуб быстро зарекомендовал себя как один из лучших любительских клубов северной Германии и лучшим в Нижней Саксонии. В 1984 году Зименсмайер подал в отставку. Под руководством нового тренера Гюнтера Блуме «Хавелсе» смог удивить в Кубке Германии, сыграв вничью против клуба Бундеслиги «Бохума» (2:2), но разгромно уступил в переигровке со счётом 0:3.
В лиге команда боролась за выживание. После разногласий между тренером Блуме и руководителем клуба Лангрером в феврале 1986 года пост тренера занял Фолькер Финке. Финке вывел команду из нижней части таблицы и, одержав победу со счётом 3:2 над «Гёттингеном 05» в последнем туру, гарантировал сохранение места в лиге. В последующий период Финке включил в команду множество новых молодых игроков.
В 1989 году «Хавелсе» стал чемпионом Оберлиги «Север» и вышел в стыковые матчи на повышение. Команда не имела шансов против таких известных команд, как «Дуйсбург» и «Пройссен» (Мюнстер), и заняла последнее место. Год спустя команда добилась большего успеха. Заняв второе место после «Ольденбурга», клуб обеспечил себе выход во Вторую Бундеслигу в предпоследнем туре, обыграв «Вупперталь» со счётом 3:2.

### Падение (1990–2005)
Выход в профессионалы оказался для клуба слишком большим препятствием. Стадион пришлось расширить в течение нескольких недель, многим игрокам не хватало денег, и большинство игроков продолжали заниматься своей основной работой. В клубе также были переживания, поскольку «Ганновер 96» на протяжении нескольких недель пытался переманить главного тренера Фолькера Финке. Несмотря на победы в первых трёх домашних матчах, команда оказалась в низу таблицы из-за серьёзной травмы плеймейкера Ларса-Петера Байке. 5 октября 1990 года Финке расторг контракт, и его заменил Карл-Хайнц Мроско. По итогам сезона клуб одержал шесть побед, семь ничьих и 25 поражений и покинул Вторую Бундеслигу, заняв предпоследнее место.
Благодаря участию во Второй Бундеслиге в прошедшем сезоне, «Хавелсе» принял участие в розыгрыше Кубка Германии сезона 1991/92. В игре первого раунда против «Нюрнберга» команда добилась сенсации, победив в серии пенальти со счётом 4:2. В третьем раунде клуб вылетел, уступив «Бамбергу 08» со счётом 4:0. В Оберлиге «Хавелсе» смог добраться до стыковых матчей за выход во Вторую Бундеслигу, однако там у них не было шансов против «Фортуны» (Кёльн) и «Мюнхен 1860».
В сезоне 1992/93 многие лучшие игроки покинули команду, и клуб под руководством Рональда Ворма вылетел, заняв последнее место в таблице. В Кубке Германии «Хавелсе» дошёл до второго раунда, где проиграл «Карлсруэ» со счётом 3:0, за который выступали будущие игроки национальной сборной Оливер Кан и Йенс Новотны. Заняв четвёртое место в следующем сезоне Фербандслиги, клуб вышел в новообразованную Оберлигу «Нижняя Саксония/Бремен».
Заняв третье место, команда до последнего боролась за выход в Региональную лигу. За исключением десятого места в сезоне 1996/97, «Хавелсе» регулярно был в верхней части таблицы, но не боролся за повышение. После смерти руководителя клуба Лангрера в феврале 2000 года команда оказалась на грани банкротства. В следующем сезоне команда опустилась на 15 место. Из-за вылета двух нижнесаксонских команд из Региональной лиги «Хавелсе» был вынужден опуститься в Оберлигу «Нижняя Саксония», пятый по силе дивизион.
Клуб попытался вернуться обратно в лигу выше с помощью инвестиций от компании Sportsmarketing Gmbh, но занял лишь 14 место и вылетел в Ландеслигу Ганновера, шестой дивизион Германии. Клуб смог выбраться из долгов лишь в конце 2004 года, продав два теннисных корта. В 2005 году «Хавелсе» смог вернуться в Оберлигу, заняв второе место.

### Годы в пятом и четвёртом дивизионе (2005–2021)
«Хавелсе» сходу зарекомендовал себя в Оберлиге Нижней Саксонии. В сезоне 2005/06 команда едва не попала в Оберлигу «Север». Отставание от чемпионов «Рамлинген/Элерсхаузен» составило всего три очка. Год спустя команда квалифицировалась в Кубок Германии, обыграв «Вольфсбург II», который был на две лиги выше, со счётом 3:1. Но уже в первом раунде команда потерпела поражение от «Кобленца», на тот момент выступавшего во Второй Бундеслиге.

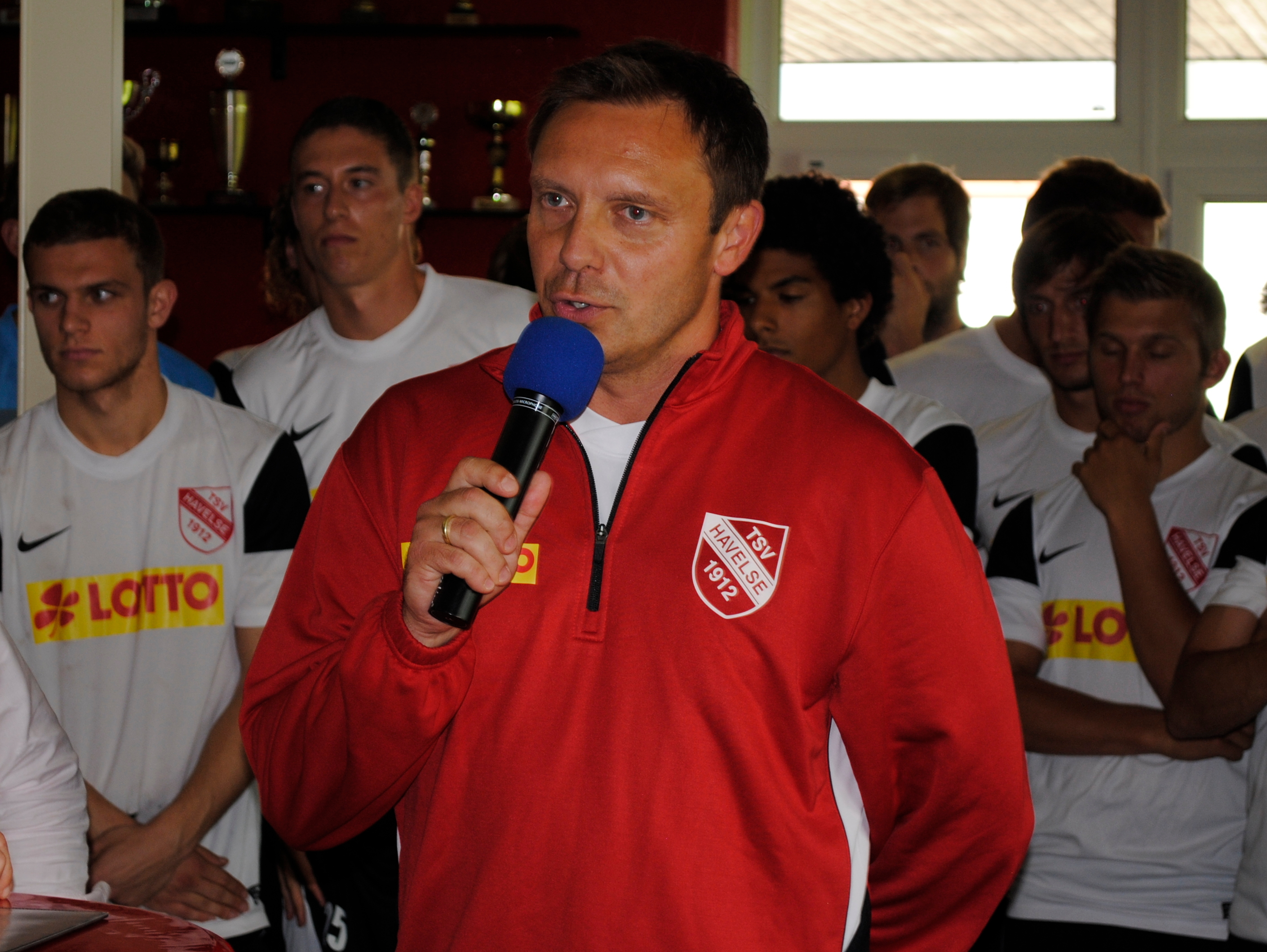
Андре Брайтенрайтер в 2011 году.

Перед сезоном 2009/10 «Хавелсе» усилился такими игроками, как Михаэль Хабрика, Бабакар Н’Диайе и Андре Брайтенрайтер, и стал чемпионом Оберлиги «Нижняя Саксония» и вышел в Региональную лигу. Под руководством Юргена Штоффрегена команда с самого начала находилась под угрозой вылета. 2 января 2011 года Андре Брайтенрайтер сменил его на посту главного тренера. Команда закончила сезон на 15 месте, что означало вылет, но, благодаря проблем с лицензированием у других команд, «Хавелсе» остался в Региональной лиге. В 2012 году Брайтенрайтер принёс команде пятое место в чемпионате и первую в истории клуба победу в Кубке Нижней Саксонии после победы в финале над «Вильгельмсхафеном».
В Кубке Германии 2012/13 «Хавелсе» обыграл «Нюрнберг» со счетом 3:2 в матче первого раунда. Во втором раунде команда сыграла вничью с «Бохумом» и проиграла дома 3:1. В сезоне региональной лиги 2012/13 клуб занял второе место после Хольштайна. Брайтенрайтер объявил о переходе в клуб Второй Бундеслиги «Падерборн 07» по окончании сезона. Его преемник Кристиан Бенбеннек был официально представлен 29 мая 2013 года. 
Несмотря на уход таких ключевых игроков, как Марк Вучинович, Том Меркенс и Салиу Сане, Бенбеннеку удалось вывести команду в верхнюю половину таблицы. Сезон 2013/14 «Хавелсе» завершил на 7 месте в таблице. Несмотря на очередную кадровую перестановку во время летнего перерыва, следующий сезон клуб завершил с 55 очками, что означало 4 место в лиге. С 35 пропущенными голами у команды была лучшая защита в лиге. Главный тренер Кристиан Бенбеннек покинул клуб по окончании сезона и перешёл в «Алеманнию» (Ахен), а его преемником 21 мая 2015 года был объявлен тренер юношеской команды Штефан Герке. 
Начало сезона получилось неоднозначным. После двух крупных поражений от «Вольфсбурга II» (1:6) и «Вайхе Фленсбург» (1:5) 23 сентября 2015 года Герке был уволен из основной команды, и вернулся в юниорскую. 7 октября 2015 года Александр Кине был представлен в качестве нового главного тренера и вывел команду на 6 место в таблице два сезона подряд. Клубу не удалось договориться о продлении контракта с Кине, поэтому с сезона 2017/18 команду снова возглавил Кристиан Бенбеннек. 
Однако второй срок Бенбеннека оказался не таким успешным, как первый. В сезоне 2017/18 команда заняла 11 место в таблице. В следующем сезоне осенью «Хавелсе» угроза вылета становилась всё больше, и 26 ноября 2018 года было объявлено об увольнении Бенбеннека. В конце 2018 года клуб покинул управляющий директор Штефан Пралле. 
Бывший нападающий «Хавелсе» Ян Циммерманн стал новым главным тренером, а также взял на себя роль спортивного директора. При Циммерманне клуб стабилизировался и смог остаться в лиге. В сезоне 2019/2020, досрочно отменённом из-за коронавируса, команда Циммермана заняла 9 место в итоговой таблице. Команде также удалось выиграть Кубок Нижней Саксонии впервые с 2012 года, обыграв в финале «Реден» и выйдя в Кубок Германии следующего сезона. 
В первом основном раунде Кубка Германии 2020/21 «Хавелсе» сыграл вничью с «Майнцем 05». В сезоне 2020/21 на момент отмены сезона они занимали 1 место в группе «Юг», и были выбраны президиумом Северогерманской футбольной ассоциации для участия в матчах выхода в Третью лигу против представителя Региональной лиги «Бавария». В двух стыковых матчах в июне 2021 года «Хавелсе» встретился с «Швайнфуртом 05» и вышел в Третью лигу после победы в обеих играх со счётом 1:0.

### Настоящее время (с 2021)
Выйдя в Третью лигу в 2021 году, «Хавелсе» вернулся в профессиональный футбол спустя 30 лет. Ян Циммерманн покинул команду и перешёл в «Ганновер 96» из Второй Бундеслиги. Его преемником стал Рюдигер Циль. Поскольку стадион «Вильгельм Лангрер» не подходил для третьего дивизиона, домашние игры проводились на «ХДИ-Арене» в Ганновере. С семью поражениями подряд на старте сезона «Хавелсе» побил рекорд «Карл Цейсса», проигравшего первые шесть игр в сезоне 2019/20. В 8 туре команда набрала первое очко, а в девятом — впервые победила. После ничьей с «Галлешером» в 34 туре клуб вылетел из Третьей лиги.
После вылета Филипп Гасде возглавил команду на сезон 2022/23. Кроме того, спортивным директором стал игрок Флориан Ридель. После провального старта в конце сентября 2022 года Гасде был заменён Самиром Ферчичи, который ранее тренировал команду до 19 лет.

## Достижения
- Чемпион Оберлиги «Север»: 1988/89
- Чемпион Оберлиги «Нижняя Саксония»: 2009/10
- Обладатель Кубка Нижней Саксонии: 2011/12, 2019/20